# Kanalbrücke Agen

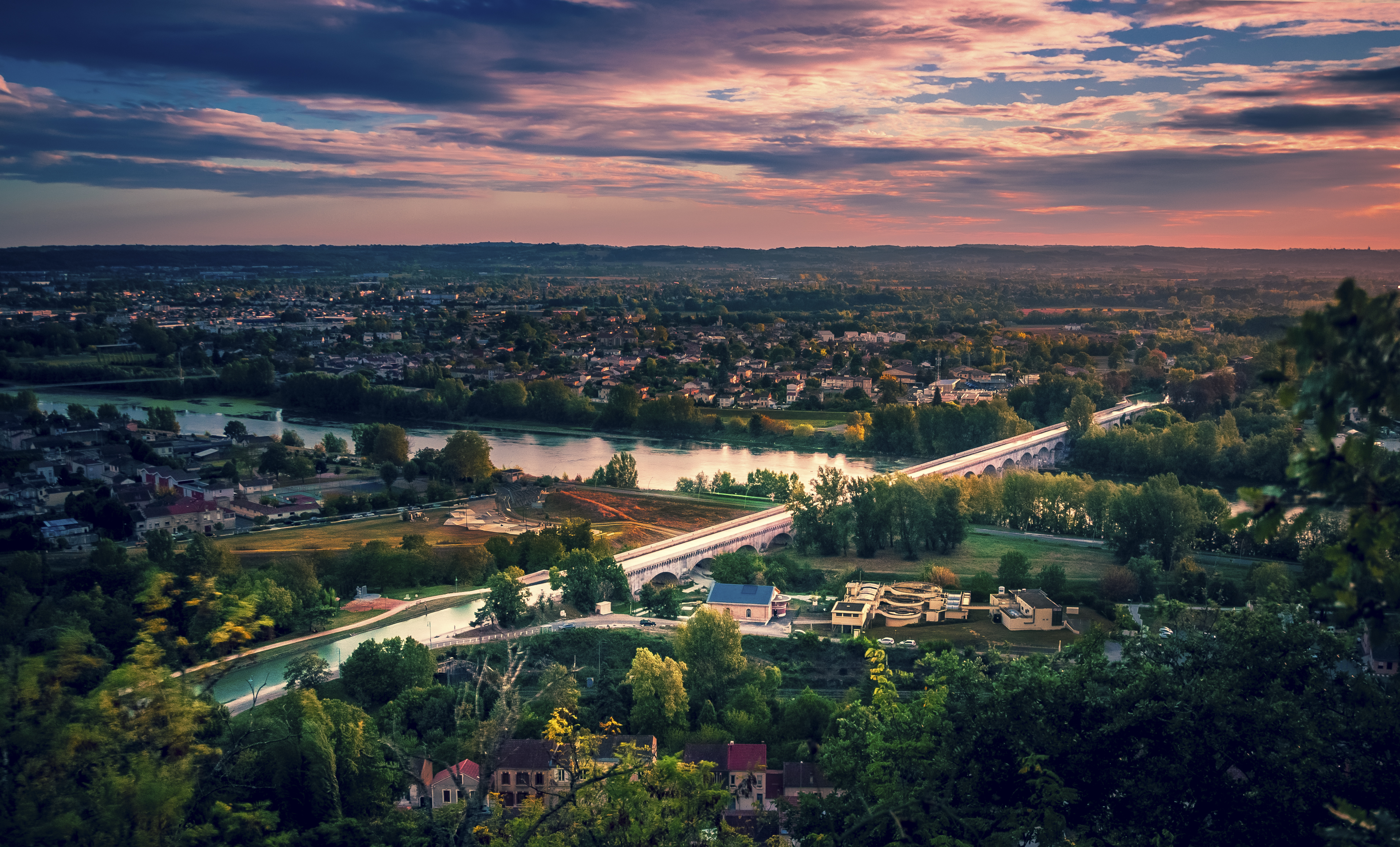
Kanalbrücke Agen, Blickrichtung Südwest

Die Kanalbrücke Agen (französisch Pont-canal d’Agen) ist eine Trogbrücke am Rand der französischen Stadt Agen im Département Lot-et-Garonne in der Region Nouvelle-Aquitaine. Auf ihr quert der Canal latéral à la Garonne den tiefer gelegenen Fluss Garonne und zugleich die Grenze zwischen Agen und der Gemeinde Le Passage. 

## Vorgeschichte

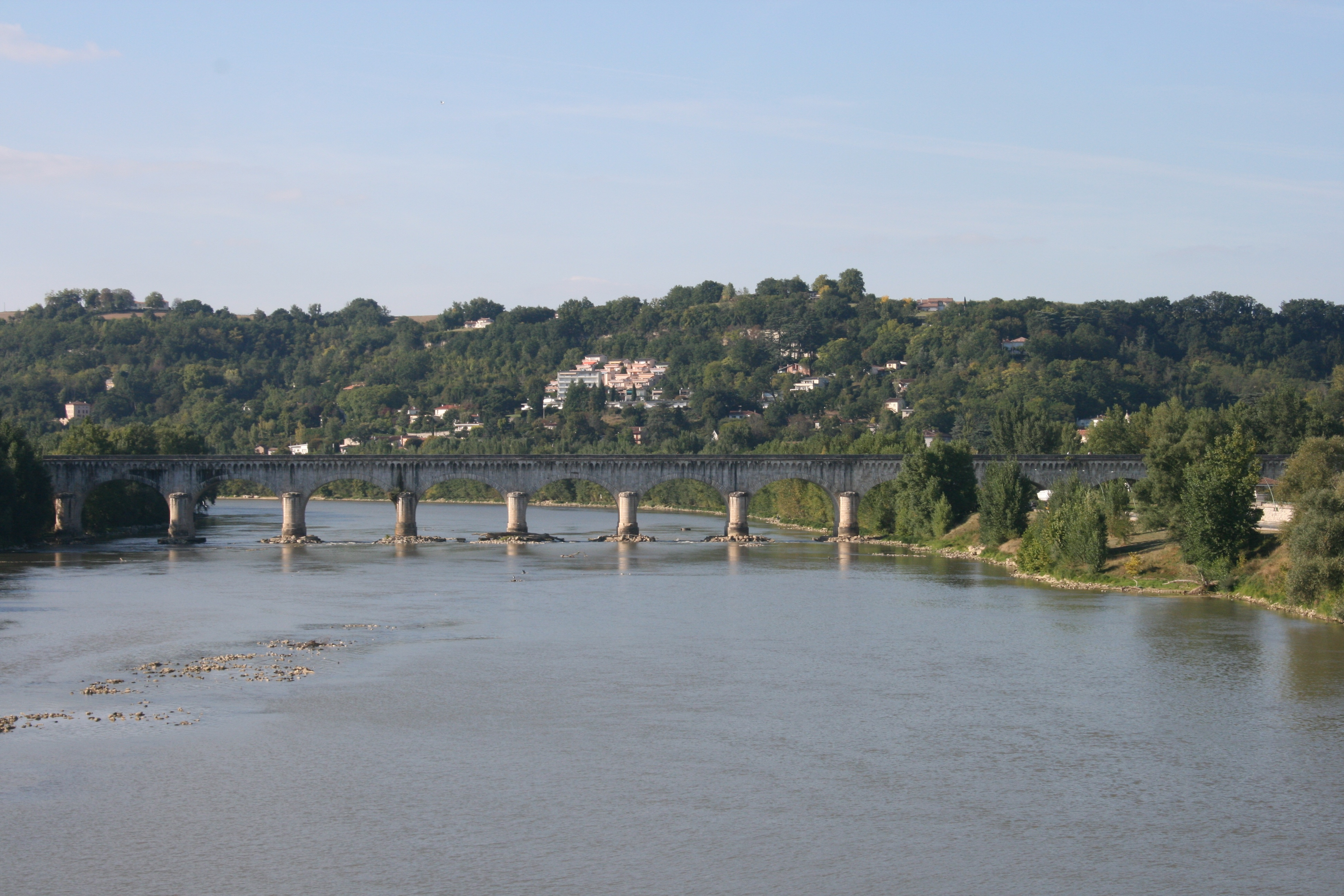
Die Garonne und der Pont-canal von Süden

Schon seit der Fertigstellung des Canal du Languedoc (jetzt: Canal du Midi) im Jahr 1681 wurde, um die Schifffahrt auf der Garonne zu verbessern, der Bau eines Seitenkanals längs des Flusses erwogen. 1828 genehmigte der Staat der Compagnie Magendie dessen Planung und 1823 den Bau einer Kanalbrücke über den Fluss. Vor dem Beginn der Bauarbeiten musste das Unternehmen jedoch Insolvenz anmelden. 1838 nahm sich der Staat des Vorhabens an und beauftragte Jean-Baptiste de Baudre mit dessen Ausführung.

## Geschichte und Beschreibung

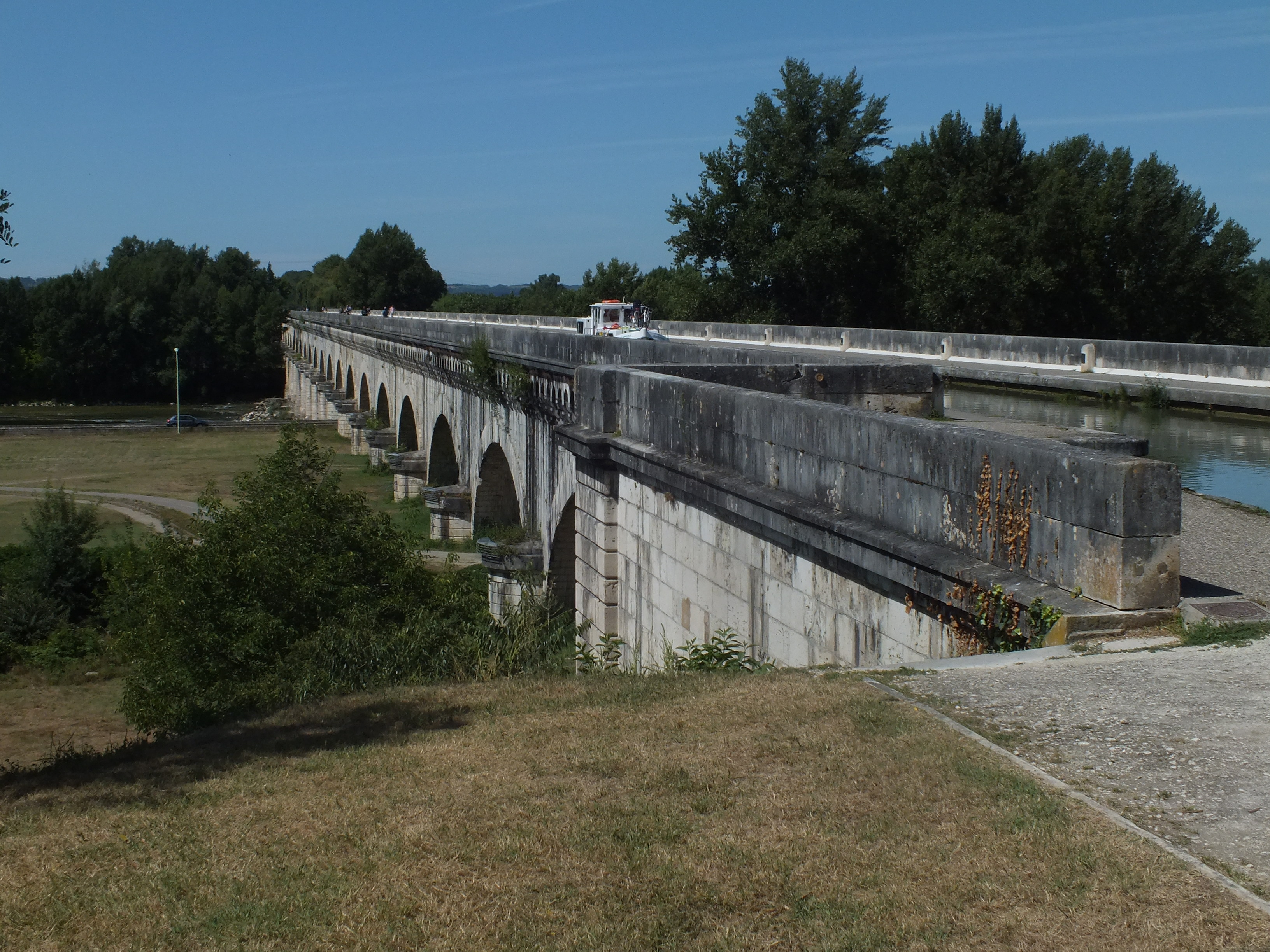
Südseite der Brücke

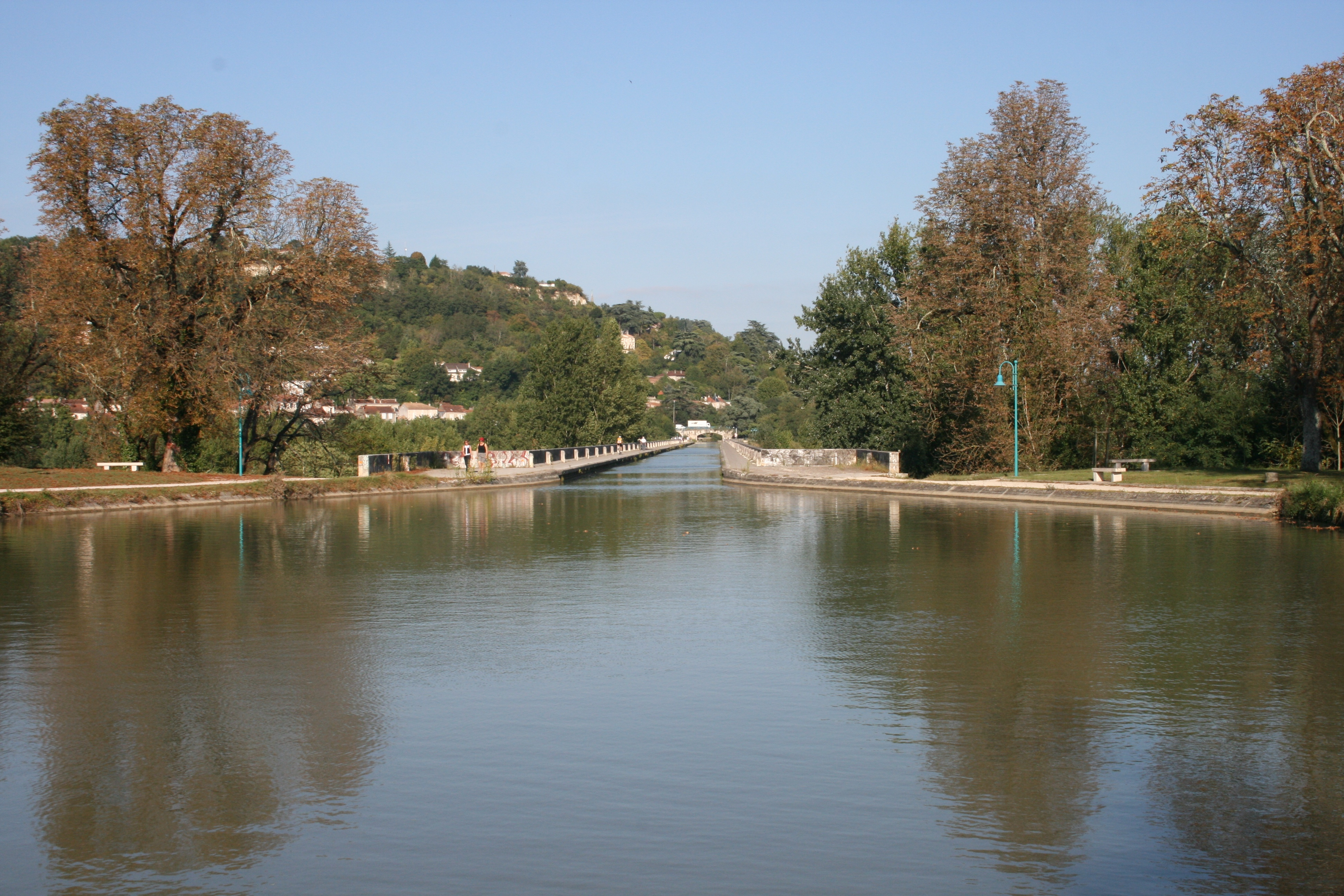
Blick über das westliche Becken in Richtung Agen

Den Grundstein zu dem aus behauenem Stein errichteten Bauwerk legte am 25. August 1839 der Herzog von Orléans Ferdinand Philippe. Verantwortliche Ingenieure waren Jean-Baptiste de Baudre und Jean Gratien de Job, beide Beamte des Corps des ingénieurs des ponts et chaussées.
Im Jahr 1841 wurden die Bauarbeiten am Kanal durch den Bau der Bahnstrecke Bordeaux–Sète unterbrochen. Die teilweise fertiggestellte Brücke wurde daher den ansässigen Bauern als Straße zur Verfügung gestellt, die so den Umweg über den weiter südlich gelegenen Pont de pierre in Agen vermeiden konnten. Wegen hoher Benutzungsgebühren wurde das Angebot aber nur wenig genutzt. Mit einem Gesetz vom 5. Mai 1846 wurde die Wiederaufnahme der Arbeiten verfügt; im Jahr darauf wurde die Brücke fertiggestellt und 1849 für den Schiffsverkehr eröffnet. Bis 1896, dem Jahr der Eröffnung der Kanalbrücke Briare, war sie die längste Kanalbrücke Frankreichs.
Die auf 22 Pfeilern ruhende, 10 Meter hohe Brücke ist 539 Meter lang und 12,48 Meter breit. Ihr Trog hat eine Breite von 8,82 Meter, die Wassertiefe beträgt 2,70 Meter. Beiderseits mündet der Brückentrog in einen verbreiterten Kanalabschnitt, da Begegnungen von Schiffen auf der Brücke wegen der geringen Trogbreite nicht möglich sind. Auf der Westseite schließt unmittelbar an das Becken die Schleuse (Nr. 34) Agen an.
2003 wurde die Brücke als Monument historique eingestuft.

## Sonstiges
Die Fertigstellung des Canal latéral à la Garonne zog sich in Etappen bis 1856 hin. In jenem Jahr wurde die parallel verlaufende Bahnstrecke Bordeaux–Sète eröffnet, was den Betrieb des Kanals von Anfang an unwirtschaftlich machte. Die Konzession für den Betrieb beider Anlagen wurden der Compagnie des chemins de fer du Midi et du Canal latéral à la Garonne übertragen.